# Liste der Einträge im National Register of Historic Places im Chilton County
Die Liste der Registered Historic Places im Chilton County in Alabama führt alle Bauwerke und historischen Stätten im Chilton County auf, die in das National Register of Historic Places aufgenommen wurden.

## Aktuelle Einträge
| Lfd. Nr. | Name                          | Bild | Datum der Eintragung | Adresse/Lage                      | Ort           | ID-Nr.   | Beschreibung |
| -------- | ----------------------------- | ---- | -------------------- | --------------------------------- | ------------- | -------- | ------------ |
| 1        | Gragg Field Historic District |      | 2. Juni 2004         | 700 Airport Rd.                   | Clanton       | 04000557 |              |
| 2        | Old Stage Coach Inn           |      | 5. Jan. 1982         | Old Plantersville Rd.             | Plantersville | 82005137 |              |
| 3        | Verbena                       |      | 19. Jan. 1976        | US 31                             | Verbena       | 76002238 |              |
| 4        | Walker-Klinner Farm           |      | 15. Okt. 1987        | 3.5 mi. E of Maplesville on AL 22 | Maplesville   | 87001849 |              |